# 孟云飞
孟云飞（1972年8月—）是一位中国书法家。

## 生平
1972年8月出生于河南，1995年毕业于河南大学中文系并留校任教。2001年8月考入首都师范大学中国书法文化研究所，师从著名学者、书法教育家欧阳中石先生，并于2005年6月取得美术学（书法方向）博士学位。2004年任河南大学文学院古典文献学硕士研究生导师。2007年到清华大学美术学院艺术学博士后流动站从事教学和研究工作，并于2009年9月顺利通过博士后出站答辩。现供职于国务院参事室、中央文史研究馆，任《中华书画家》副主编，系中国文联特约研究员、中国书法家协会教育工作委员会委员。